# 佩韋湖
77°57′S 164°17′E / 77.950°S 164.283°E
佩韋湖（Lake Pewe），是南極洲的湖泊，位於維多利亞地的斯科特海岸，處於布萊克韋爾德冰川以東0.9公里，海拔高度550米，現時由南極條約體系管理。